# Jean-Paul Harroy
Jean-Paul Harroy, né Jean-Paul Jules Elisée Dugnoille Harroy le 4 mai 1909 à  Schaerbeek et décédé le 8 juillet 1995 à Ixelles, était un administrateur colonial belge qui fut le dernier gouverneur général du Ruanda-Urundi.

## Éducation
Jean-Paul Harroy effectue ses études secondaires à l'Athénée Jules Bordet. Au sortir de celles-ci il s'inscrit à l'Ecole de commerce Solvay dont il sort diplômé ingénieur commercial en 1931. En 1936, il décroche une licence en sciences coloniales à l'Université libre de Bruxelles et en 1946  le titre de docteur en sciences coloniales pour une thèse de doctorat dénommée « Afrique, terre qui meurt. La dégradation des sols africains sous l'influence de la colonisation ». Cette thèse eut un certain retentissement international, tant aux États-Unis qu'en URSS.

## Carrière
Jean-Paul Harroy travaille de 1932 à 1935 dans la société familiale avant d'être amené à gérer l'Institut des Parcs Nationaux du Congo belge, lointain prédécesseur colonial  de l'Institut congolais pour la conservation de la nature. Entre 1948 et 1955, il fut le premier secrétaire général de l'Union internationale pour la protection de la nature, qui deviendra plus tard l'IUCN.
En 1955 il fut nommé vice-gouverneur général du Ruanda-Urundi et ensuite résident général par le ministre des Colonies Auguste Buisseret, il dirige l'administration de la colonie jusqu'en 1962.
Après l'indépendance du Congo belge, il fut professeur à l'Université libre de Bruxelles.
En 1963, il devint président du Comité européen de la Conservation de la nature du Conseil de l'Europe, poste qu'il occupa à Strasbourg jusqu'en 1966.
D'autre part Jean-Paul Harroy fut également membre de la National Geographic Society, ainsi que membre de l'Académie Royale des Sciences d'Outremer de Bruxelles et membre correspondant de l'Académie des Sciences d'Outremer de Bruxelles.

## Distinctions honorifiques
Jean-Paul Harroy reçut plusieurs distinctions honorifiques, notamment :
- Grand Officier de l'Ordre de Léopold
- Chevalier de l'Ordre de la Couronne
- Chevalier de la Légion d'honneur.

## Référence
- (de) Cet article est partiellement ou en totalité issu de l’article de Wikipédia en allemand intitulé « Jean-Paul Harroy » (voir la liste des auteurs).

1. ↑  Harroy, J-P, Afrique, Terre qui meurt. La dégradation des sols africains sous l’influence de la colonisation, Bruxelles, Hayez, 1944, 557 p.
2. 1 2  « [Histoire de la protection de la nature et de l’environnement                                  ] HARROY Jean-Paul (1909-1995) », sur ahpne.fr (consulté le 14 juin 2017)